# Putin (filme)
Putin é um filme biográfico polonês dirigido por Patryk Vega, conhecido como Besaleel, que é sobre a vida do presidente russo Vladimir Putin. Está previsto para ser lançado em 10 de janeiro de 2025.

## Sinopse
O filme cobre a vida de Vladimir Putin desde os dez anos de idade, passando por sessenta anos de muitos eventos em sua vida real, até sua morte fictícia.

## Elenco
- IA: Vladimir Putin.

## Produção
O filme foi produzido pela empresa independente de produção e distribuição XYZEl e foi filmado na Rússia, Ucrânia, Israel, Síria, Jordânia e Polônia.
O estúdio polonês AIO criou a tecnologia para fazer o filme. Putin foi recriado com imagens geradas por computador e inteligência artificial no corpo de um ator polonês, sendo a primeira vez na história do cinema que isso será usado para um personagem principal em um filme.

## Distribuição
Foi exibido para distribuidores internacionais no Festival de Cannes. Foi planejado para ser apresentado em quase cinquenta países.